# Bürgervorsteher
Der Bürgervorsteher ist der Vorsitzende der Gemeindevertretung in Gemeinden mit hauptamtlichem Bürgermeister in Schleswig-Holstein und Mecklenburg-Vorpommern. In den kreisfreien Städten und Städten über 20.000 Einwohnern ist auch die Bezeichnung Stadtpräsident möglich. In den Hansestädten Lübeck, Wismar, Rostock, Stralsund und Greifswald heißt das entsprechende Amt Präsident der Bürgerschaft und in Bad Oldesloe wird es Bürgerworthalter genannt.
In Hannover gab es zudem das Bürgervorsteherkollegium.

## Amt und Aufgaben des Bürgervorstehers
Der Bürgervorsteher ist der Vorsitzende der Gemeindevertretung und wird aus ihrer Mitte gewählt. Er ist wie die anderen Gemeindevertreter ehrenamtlich tätig.
Zu seinen Aufgaben gehören:
- Vorsitz der Gemeindevertretung, Einladung zu Sitzungen und Leitung der Versammlung
- Sprecher der Gemeindevertretung
- Er vertritt die Belange der Gemeindevertretung gegenüber dem Bürgermeister und in gerichtlichen Verfahren
- Er ist Ansprechpartner für die Bürger für Anfragen an die Gemeindevertretung
- Er vertritt bei öffentlichen Anlässen gemeinsam mit dem Bürgermeister die Stadt oder die Gemeinde
- Einberufung und Leitung von Einwohnerversammlungen

## Rechtsgrundlage
Auszug aus der Gemeindeordnung für Schleswig-Holstein vom 28. Februar 2003: 

§33 (4):
Die oder der Vorsitzende der Gemeindevertretung führt in Gemeinden mit hauptamtlicher Bürgermeisterin oder hauptamtlichem Bürgermeister die Bezeichnung Bürgervorsteherin oder Bürgervorsteher, in kreisfreien Städten Stadtpräsidentin oder Stadtpräsident. In kreisangehörigen Städten über 20 000 Einwohnerinnen und Einwohnern kann die Hauptsatzung abweichend von Satz 1 bestimmen, dass die oder der Vorsitzende der Stadtvertretung die Bezeichnung Stadtpräsidentin oder Stadtpräsident führt.